# 倉吉パークスクエア

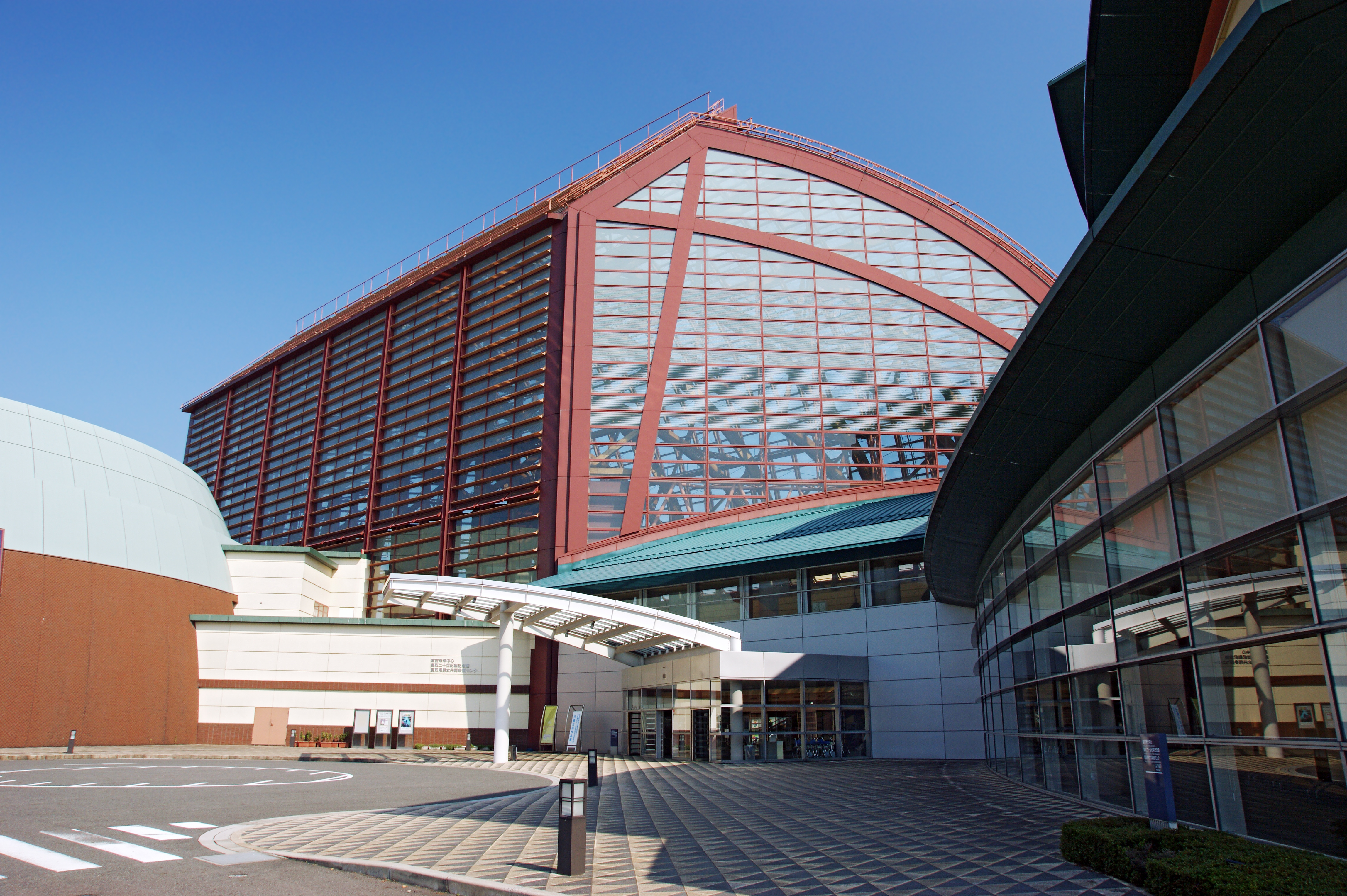
エントランス

倉吉パークスクエア（くらよしパークスクエア）は、鳥取県倉吉市駄経寺町にある複合文化施設である。設計はシーザー・ペリ+大建設計が手掛けた。

## 概要
興和紡績倉吉工場跡地に整備された新しいまちづくりの拠点で、グランドオープンは2001年4月21日であった。現代的な建築物群はアトリウムとふれあい広場を囲むように配されており、第二期計画では歴史公園と森林浴公園が整備される予定である。

## 主な施設
- 鳥取県立倉吉未来中心 - 多目的コンサートホール。
- 鳥取二十世紀梨記念館 - 梨をテーマした博物館。
- 倉吉交流プラザ
  - 倉吉市立図書館
  - 生涯学習センター
- 公園
- 倉吉市営温水プール
- 食彩館
- 屋外遊具
- 鳥取県男女共同参画センターよりん彩
- ふれあい広場

## 交通アクセス
- 山陰本線（JR西日本）倉吉駅から
  - 路線バス市内方面行に乗車、「倉吉パークスクエア北口」下車。
  - 路線バス倉吉パークスクエア経由市内方面行に乗車、「倉吉パークスクエア」下車。

## 周辺
- 鳥取県立美術館
- 打吹玉川 - 重要伝統的建造物群保存地区
- 東郷湖 - 湖畔に燕趙園、東郷温泉、はわい温泉
- 三朝温泉 - 三朝バイオリン美術館、陣所の館など
- 三仏寺 - 国宝投入堂など
- 小鹿渓 - 国の名勝